# Departamento marítimo de Cádiz
El departamento marítimo de Cádiz fue una subdivisión del litoral español.

## Historia
Hacia mediados del siglo XIX, el de Cádiz era, junto con el de Cartagena y el de Ferrol, uno de los tres departamentos marítimos en que se dividía el litoral de España. Incluía las provincias marítimas de Cádiz, Algeciras, Canarias, Málaga, Motril, Almería, Sevilla, Sanlúcar y Huelva. Se arreglaron o carenaron en los arsenales de este departamento fragatas como Cristina e Isabel II, corbetas como Grande Antilla y el bergantín Manzanares, entre otros navíos.
El departamento aparece descrito en el quinto volumen del Diccionario geográfico-estadístico-histórico de España y sus posesiones de Ultramar de Pascual Madoz con, entre otras muchas, las siguientes palabras:

CADIZ (departamento de): dividida la jurisd. de Marina en 3 departamentos (ademas del apostadero de la Habana, que es casi igual á ellos en categoria) el de Cadiz tiene de estension toda la parte de costa comprendida entre Ayamonte y el cabo de Gata, incluyéndose tambien las Islas Canarias. Para su gobierno y dar cumplimiento á las órdenes de S. M. hay en él un comandante general, teniente general ó gefe de escuadra, con 2 ayudantes secretarios, un mayor general, que comunica las órdenes y lleva el alta y baja de la armada en la comprension de su jurisd., con otros 2 ayudantes, y el número necesario de escribientes. Una junta económica creada, como las de los otros departamentos, en 1772, y compuesta del comandante general presidente, ministro principal, mayor general, comandante general del arsenal de la Carraca, contador principal, gefe de constructores y el secretario de la comandaucia general, entiende en todos los asuntos económicos de la armada, como son, construccion, carena y armamento de los buques de guerra, en las obras de todo género de provisiones de marina y demas que ocurre concerniente á la buena administracion y distribucion de los caudales destinados al personal y material de la armada. Hoy tienen estas juntas muy restringidas sus atribuciones, á causa de que las contratas de marina se hacen en la córte, y de que las dependencias generales de la armada les han ido cercenando las facultades que se les concedieron al tiempo de su creacion. Para entender en todo lo criminal y contencioso del fuero de marina, existe un tribunal compuesto del comandante general presidente, un auditor, un promotor fiscal, un escribano, 4 procuradorse y 2 alguaciles. Dividido el departamento [...] en tercios navales, prov. y distr. marítimos, de un modo análogo se hallan desempeñados estos; pero asi como los distr. estan á las inmediatas órdenes del gefe de la prov. respectiva, y estas á las del gefe del tercio naval á que corresponden, asi los tercios dependen inmediatamente del comandante general del departamento. Los empleados de cada tercio naval, son: un brigadier comandante, un segundo, 2 ayudantes, un contador, un asesor y un escribano: los de cada prov., un comandante, de la clase de capitan de navío ó fragata, un segundo, un ayudante, un contador, un asesor y un escribano; y los de cada distr. militar, un ayudante, de la clase de capitan, teniente ó alferez, y algunos tienen tambien asesor y escribano, aunque no es lo general. En el número de establecimientos científicos, cuenta este departamento el observatorio astronómico de la c. de San Fernando, único de esta clase que hay en España, para los importantes trabajos de su institucion, y el colegio militar de aspirantes de marina, establecido en 1.º de enero de 1845 en la nueva pobl. de San Cárlos, junto á la espresada c., en sustitucion de las compaías de guardias marinas, creadas en 1717 para surtir de oficiales á la Armada, y suprimidas en 1825. En el de cuerpos auxiliares, la artilleria de marina, que tiene una bateria doctrinal á la salida de San Fernando, y la llamada Escuela de condestables, creada por real órden de 25 de setiembre de 1845, hallándose la parte de su fuerza en el departamento bajo las órdenes del comandante general, como subinspector; el cuerpo de constructores é hidráulicos, el de contramaestres, el del ministerio de marina, el de profesores medico-cirujanos, y el ecl. El cuerpo de pilotos acaba de ser estinguido por el art. 1.º del decreto de 23 de octubre del corriente año 1846. [...] Torres de vigia existen; las llamadas Tavira en el centro de Cadiz, Torre alta en el térm. de San Fernando y la de Algeciras. En la costa del Meditérraneo, correspondiente á la Península, aparecen todavia las ruinas de la multitud de torres de comunicacion y avisos que habia, cuando nuestras costas necesitaban una esquisita vigilancia, ya por las incursiones que solian hacer los berberiscos, ya para noticiar los desembarcos que pudieran intentar nuestros enemigos en las grandes guerras. La linterna que se encuentra sobre la torre de San Sebastian de Cadiz, es giratoria con 149 pies de elevacion, y está á los 0° 1' 24" O. y 36° 31' 45": la de Tarifa, giratoria tambien, con 135 pies, á 0° 41' 0" al E. y 35° 59' 57": la de Málaga, id., 136 pies á 1° 52' 0" al E. y 36° 42' 47".
(Madoz, 1846, pp. 227-230)